# Promenadeplatz

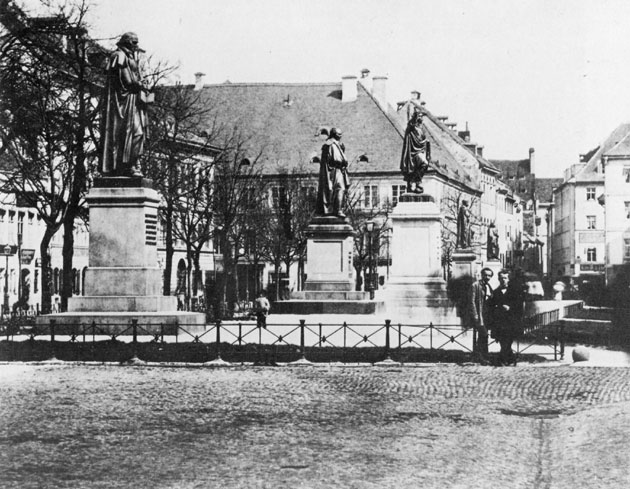
Promenadeplatz 1865

Der Promenadeplatz in München ist ein langgestreckter rechteckiger Platz in Ost-West-Richtung zwischen Maffeistraße und Pacellistraße im Kreuzviertel, im nordwestlichen Teil der Altstadt.

## Geschichte
An der Stelle des heutigen Platzes standen ab dem 15. Jahrhundert die städtischen Salzstadel, die 1778 abgerissen wurden. Der dadurch entstehende Platz wurde zunächst als Paradeplatz genutzt und benannt und 1804 zu einer Grünanlage umgestaltet. Seinen gegenwärtigen Namen trägt er seit dem Beginn des 19. Jahrhunderts. In der Zeit des Nationalsozialismus trug der Platz den Namen Ritter von Epp-Platz (Reichsstatthalter in Bayern).

## Markante Bauten
Ebenso wie die anliegende Kardinal-Faulhaber-Straße war der Promenadeplatz eine Adresse für die im Kreuzviertel konzentrierten Adelspalais. 1885 wurde das barocke Palais Hörwarth für den Bau des Parcus-Hauses abgerissen. 1951 wurde auch das kriegsbeschädigte barocke Maffei-Palais abgerissen, um Platz für die Erweiterung des Hotels Bayerischer Hof zu schaffen, in das auch das ehemalige Palais Montgelas integriert wurde. Am Platz finden sich heute unter anderem noch ein Repräsentationsbau der Dresdner Bank und das Gunetzrhainerhaus. Zur Geschichte des Hauses Promenadeplatz 21, Ecke Karmeliterstraße, das heute der Deutschen Bank gehört, siehe den entsprechenden Abschnitt zur Karmeliterstraße.

## Denkmäler
Auf dem Platz sind heute fünf Denkmäler aufgestellt: Die Lorenz-Westenrieder-Statue, die Orlando-di-Lasso-Statue, das Denkmal für Kurfürst Max Emanuel, das Denkmal für Christoph Willibald Gluck sowie das Denkmal für Maximilian Joseph Graf von Montgelas. Das ursprünglich auf dem Maximiliansplatz stehende Denkmal für Wiguläus von Kreittmayr sollte nach dem Zweiten Weltkrieg auf dem Promenadenplatz neu aufgebaut werden. Schließlich wurde das Denkmal an Kreittmayrs Begräbnisort Offenstetten neu aufgestellt.
Ein Kuriosum stellt die Orlando-di-Lasso-Statue dar, die seit Michael Jacksons Tod 2009 von dessen Fans mit Postern, Blumen und Grablichtern geschmückt wird. Sie erinnern hier an Jackson, weil er bei Aufenthalten in München mehrmals im Hotel Bayerischer Hof gewohnt hat.